# Esther Térmens i Cañabate
Esther Térmens i Cañabate (Terrassa, Vallès Occidental 2 de novembre del 1984) és una jugadora d'hoquei sobre herba catalana, que acostuma a jugar a la posició de centrecampista.
Va jugar en el partit amistós que va enfrontar la selecció catalana i la russa (7.1.8).
Ha representat a la selecció espanyola en dos jocs olímpics consecutius: Atenes 2004 i Pequín 2008. També formà part de l'equip que acabà quart en el Mundial d'hoquei herba de Madrid del 2006. És la llançadora habitual dels penal córner de la selecció. El 2005 va rebre la Medalla de la Ciutat de Terrassa al Mèrit Esportiu per la seva participació en els Jocs Olímpics d'Atenes.

## Trajectòria
- CD Terrassa (abans del 2002 – 2008)
- Atlètic Terrassa (2008 –)

## Palmarès

### Selecció
- Campiona Campionat d'Europa sub-16 Lió 2000
- Subcampiona Europa sub-18 Pàdua 2001
- 10a. Campionat del món sub-21 Buenos Aires 2001
- 3a. Campionat Europa sub-18 Rotterdam 2002
- 5a. Campionat d'Europa sub-21 d'Alcalá la Real 2002
- Subcampiona Campionat d'Europa Barcelona 2003
- Subcampiona "Champions Challenge" Catània 2003
- 10a. Jocs Olímpics Atenes 2004
- Elegida 5a. Millor Jugadora del Món sub-23 2004
- 4a. Campionat del món Madrid 2006
- Elegida 2a. Millor jugadora del Món sub-23 2006
- 4a. Campionat Europa Manchester 2007
- 7a. Jocs Olímpics Pequín 2008

### Club
- Campiona d'Espanya (2001, 2002)
- Copa de la Reina (2001)
- Campionat d'Europa de clubs (hoquei sala) "B" 2002